# Passo dello Zwischbergen
Il passo dello Zwischbergen (3.268 m s.l.m. - in tedesco Zwischbergenpass) è un valico delle Alpi Pennine nel Canton Vallese, a pochi chilometri dalla provincia piemontese del VCO. 

## Descrizione

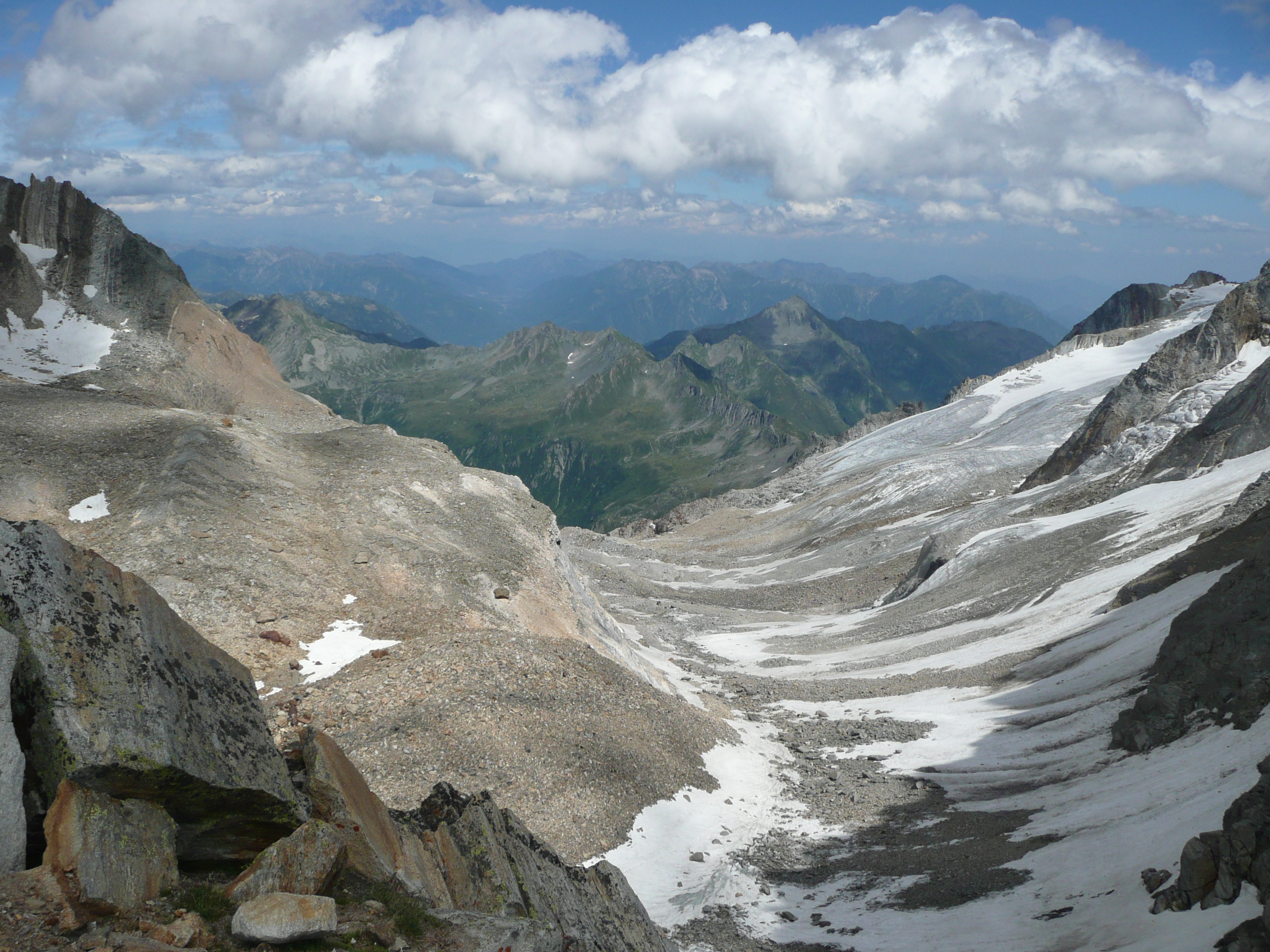
Veduta dal passo verso la Zwischbergental.

Il passo collega Saas-Almagell con Zwischbergen. Separa il pizzo d'Andolla e tutta la catena dell'Andolla (a sud) dal Weissmies e tutta la catena del Weissmies (a nord). La valle che scende verso Zwischbergen prende il nome di Zwischbergental.